# Władimir Trietjakow
Władimir Iwanowicz Trietjakow, ros. Владимир Иванович Третьяков (ur. 6 czerwca?/18 czerwca 1897 w stanicy Natuchajewskaja w Rosji, zm. 18 września 1975 w Nowym Jorku) – rosyjski wojskowy (pułkownik), emigracyjny pisarz i działacz społeczny, dowódca 6 sotni 1 kozackiego pułku kawalerii Rosyjskiego Korpusu Ochronnego podczas II wojny światowej.
Ukończył korpus kadetów we Władykaukazie, zaś w 1916 r. kozacką szkołę wojskową w Orenburgu. Brał udział w I wojnie światowej jako młodszy oficer 3 pułku kawalerii Kozaków kubańskich. W styczniu 1918 r. wstąpił do białych wojsk Kozaków kubańskich walczących z bolszewikami. Służył w korniłowskim pułku kawalerii, 3 umańskim pułku kawalerii, a następnie zaporoskim pułku kawalerii Kozaków kubańskich. Kilka razy był ranny, w rezultacie czego został uznany za inwalidę wojennego. W listopadzie 1920 r. wraz z resztkami wojsk białych ewakuował się z Krymu na wyspę Limnos. Zamieszkał w Królestwie SHS. Przeszedł kursy na geodetę, po czym uczył w szkole technicznej w mieście Vranje. Następnie był hydrotechnikiem w wydziale technicznym urzędu miejskiego. Jednocześnie był zastępcą przewodniczącego Rosyjskiego Sokoła w Jugosławii. Po jej zajęciu przez wojska niemieckie w kwietniu 1941 r., wstąpił do nowo formowanego Rosyjskiego Korpusu Ochronnego. Od 1942 r. w stopniu kapitana dowodził 6 sotnią 1 kozackiego pułku kawalerii. Po zakończeniu wojny zamieszkał w zachodnich Niemczech, gdzie był zastępcą przewodniczącego Związku Uczestników Pierwszej Ofensywy Kubańskiej. Należał też do Związku Żołnierzy Korpusu Rosyjskiego. W 1951 r. wyjechał do USA. Pełnił funkcję pisarza stanicy nowojorskiej. Był autorem książek pt. „Wiernyje dołgu, 1941-1961” i „Sojuz Pierwopochodnikow (1919-1965)”.